# 安岡重人
安岡 重人（やすおか しげと、1949年5月7日-  ）は、日本の経営者。サンスター社長を務めた。

## 来歴・人物
大分県出身。1973年に関西外国語大学を卒業し、同年にサンスター技研に入社した。2001年6月に社長に就任し、2004年6月にはサンスター社長に就任。2007年6月までに社長を務めた。